# リンカーン・ゼファー
ゼファー(ZEPHYR)は、フォードがリンカーンブランドで製造・販売していた自動車である。一時期、マーキュリーブランドで販売されていた。 またイギリス・フォードでフォードブランドの上級車種名に用いられたこともある。

## 概要
初代は1935年発表の1936年モデルが最初となり、以後1948年まで生産された（ただし「ゼファー」の愛称は1942年まで）、高級車リンカーンブランド派生の低価格ライン中型車である。一般に広く知られる「リンカーン・ゼファー」はこの初代である。
2代目はリンカーン・LSに代わるリンカーンのエントリーモデルとして2006年に発売されたが、翌2007年にはリンカーン・MKZに改名された。

## 歴代モデル

### 初代 (1936–1942年/1945–1948年)

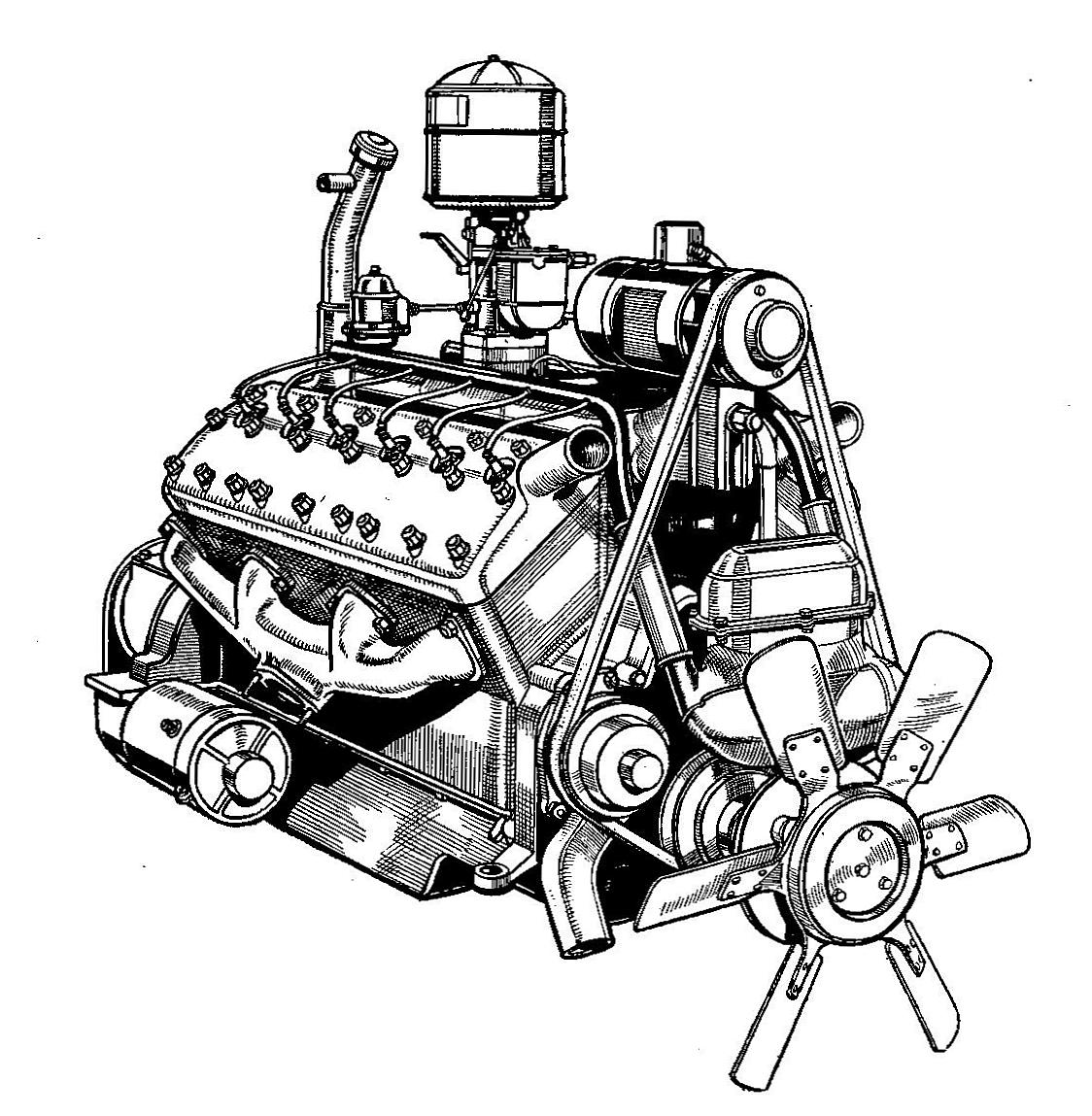
Lincoln-Zephyr V12エンジン

ゼファーは、フォード社長のエドセル・フォード の発案によって1930年代中期に企画された。それまでフォード車のラインナップは、純然たる大衆車のフォードのうち上位モデルの3.6リッター・V-8デラックス系と、7リッター超の大型最高級車であるリンカーン・モデルKとの間が全くの空白で、ゼネラルモーターズやクライスラーのフルライン体制に対抗できていなかった。量販型リンカーンのゼファー市販化と、続く1938年に中級車のマーキュリーの発売が実現したことでフォード車のラインナップの空白が埋まり、同時期に競合他社から不況対策として売り出されていた「高級車の廉価バージョン、エントリーモデル」の各車（廉価版キャデラックにあたる「ラ・サール」、クライスラー・エアストリーム、およびパッカードの廉価版「120」「110」など）と類似した市場を開拓した。 
もともとこの流線型車のコンセプトは、オランダ人技術者のジョン・ジャーダがアメリカで1931年に試作したリアエンジンV型8気筒の大型流線型車「スターケンバーグ」にまでさかのぼれる。その斬新な形状がボディメーカーのブリッグス社から注目され、ジャーダはブリッグスで仕事をすることになった。フォード社がブリッグスにボディ外注を行っていた関係でジャーダの流線型リアエンジン車コンセプトがエドセル・フォードの知るところとなり、1933年にはフォードのコンセプトカーの一つとして取り上げられたが、調査の結果、購買層は流線型には関心を持っているが、リアエンジン方式への反応は芳しくないとわかり、フロントエンジン化の方向転換が図られた。市販されたフォード流線型車――1936年型ゼファーのスタイリングは、ヨットデザイナーからエドセルの手でスカウトされて自動車業界入りしたユージン・トゥレンヌ・グレゴリーによって、ジャーダの原コンセプトをフロントエンジン向けに大きく改めることで生み出された。
1935年11月2日 1936年モデルとして導入されたリンカーン・ゼファーは、フェンダーに埋め込まれたヘッドランプ、合理化された空気力学を基にした流線型デザインを備えた先進性が特徴のセダンであった。流線型デザインをいち早く取り入れた（が市場では敗退した）クライスラー・エアフロー（1933年）以降、流線型デザインで市場での成功を収めた最初の一例であった。リンカーン・ゼファーは1930年代後半にリンカーンのディーラーで販売を再燃させることに成功した。並行生産されていたが、高価すぎて販路の限られたモデルKが1940年で廃止された結果、モデルイヤー1941年型からすべてのリンカーンはゼファーをベースとするようになった（コンチネンタル、および少数が製作されたリムジン版を含む） 。年間生産量はそれほど大きくは無かったが、リンカーンブランドの売上の大部分を占めていた。 初年度で15,000台が販売され、リンカーンの総販売台数の80％を占めた。
シャーシ設計はフォードV8に類似した前後とも横置きリーフスプリング固定軸の保守的なものであったが、サイドバルブの排気量4.3リッターと比較的小ぶりながら、より大型の高級車に比肩するV型12気筒エンジンを搭載していたことがユニークであった。他社の同様な量販型高級車は、ラ・サールがV8、クライスラーとパッカードは直列8気筒を搭載していたのである。このエンジンは120HPを発生し、最高速度は時速90マイル近くに到達した。フォードらしい標準化志向の表れとして、ゼファーV12はギアボックスとの接続部分がフォードV8と共通化されていたが、この2車種間でエンジンを使いまわす措置は特に行われていない。なお生産期間中、独立懸架や自動変速機は導入されなかった。
ゼファーV-12は2ドアセダンまたは4ドアセダンとして提供された。1936年モデルでは、ロックグローブボックスが標準。  ラジオはオプション。 旋回半径は22フィート (6.7 m)  。  1937年、2ドアセダンはクーペセダンに改名され、クーペ（3ウィンドウ）が正式なタウンリムジンと共に追加。 1938年には、コンバーチブルクーペとコンバーチブルセダンが追加。 1940年には、クーペセダンがクラブクーペに置き換えられ、コンバーチブルセダンは廃止。 トランクスペースは1940年に増加。
リンカーン・ゼファー・コンチネンタル Lincoln-Zephyr Continental（1940）は、独立したモデルではなく、ゼファーの派生モデルとしてゼファーシャーシの改造で開発されたもので、その後リンカーンで伝統となる愛称のコンチネンタル(Continental)の名前が初めて登場した。 機械プレス用の金型は1941年まで建設されなかったため、部分的に手作り。 生産は1939年12月13日に始まり、1940年6月からContinental Club Coupeとしても利用可能なContinental Cabrioletが登場。 わずか350台のカブリオレと54台のクラブクーペが製造された 。
ゼファーの直接的後継モデルは、単にリンカーンの名を名乗り、1942年-1945年の製造中止期間を挟んで、1948年まで生産された。1948年5月に、スタイルやシャーシ設計を一新した完全な戦後型の1949年モデル「リンカーン・コスモポリタン」が発表されたことで製造終了した。

## ギャラリー
記載年式はモデルイヤー。ゼファーは毎年デザイン変更が行われ、当時の最新トレンドをいち早く導入、そのスタイリングはフォードやマーキュリーが遅れて取り入れた。

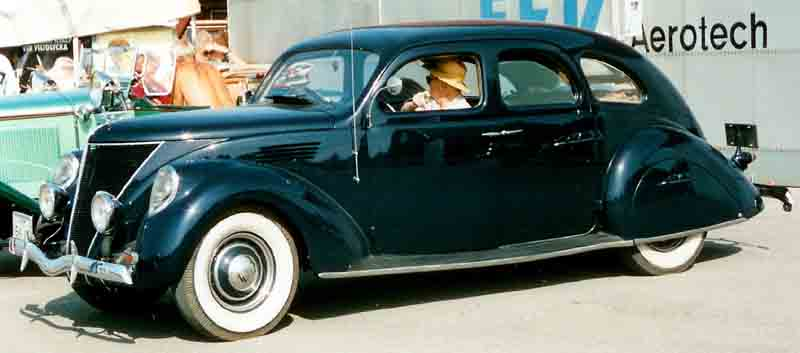
リンカーン・ゼファーV-12 4ドアセダン1936
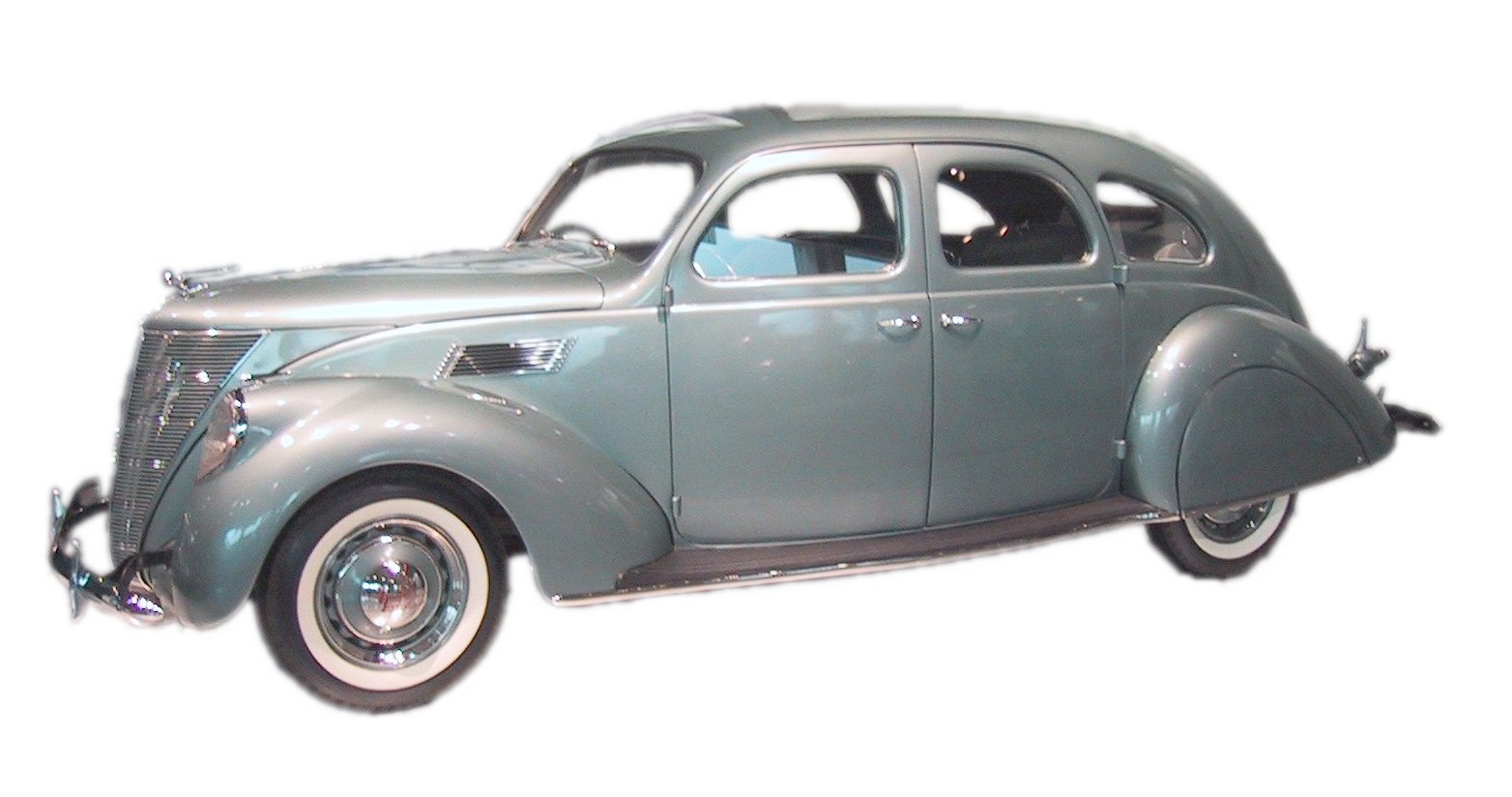
1937リンカーン・ゼファーV-12 4ドアセダン
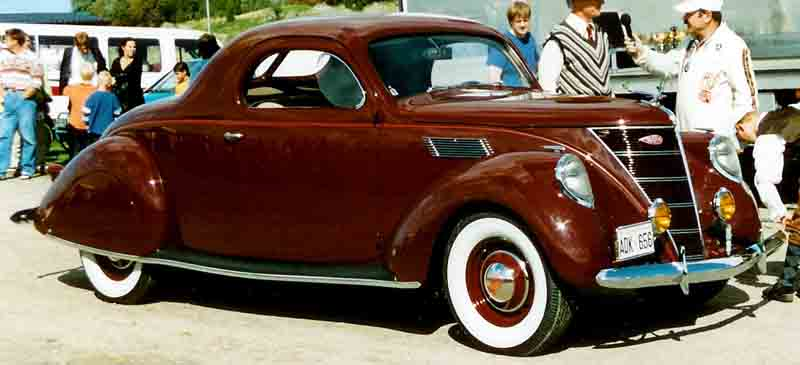
リンカーン・ゼファーV-12クーペ1937
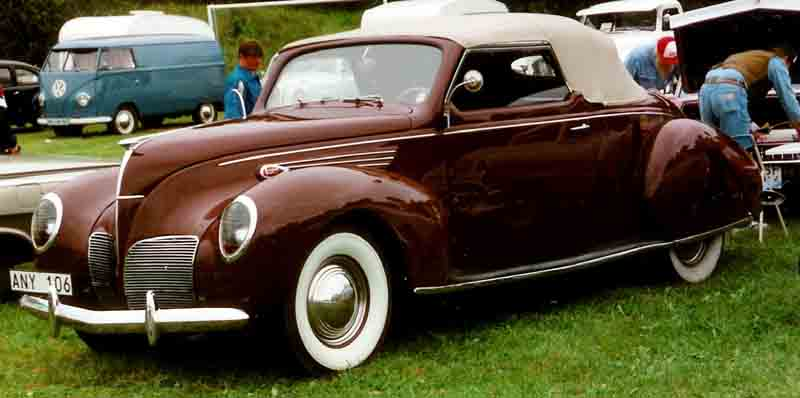
リンカーン・ゼファーV-12コンバーチブルクーペ1938
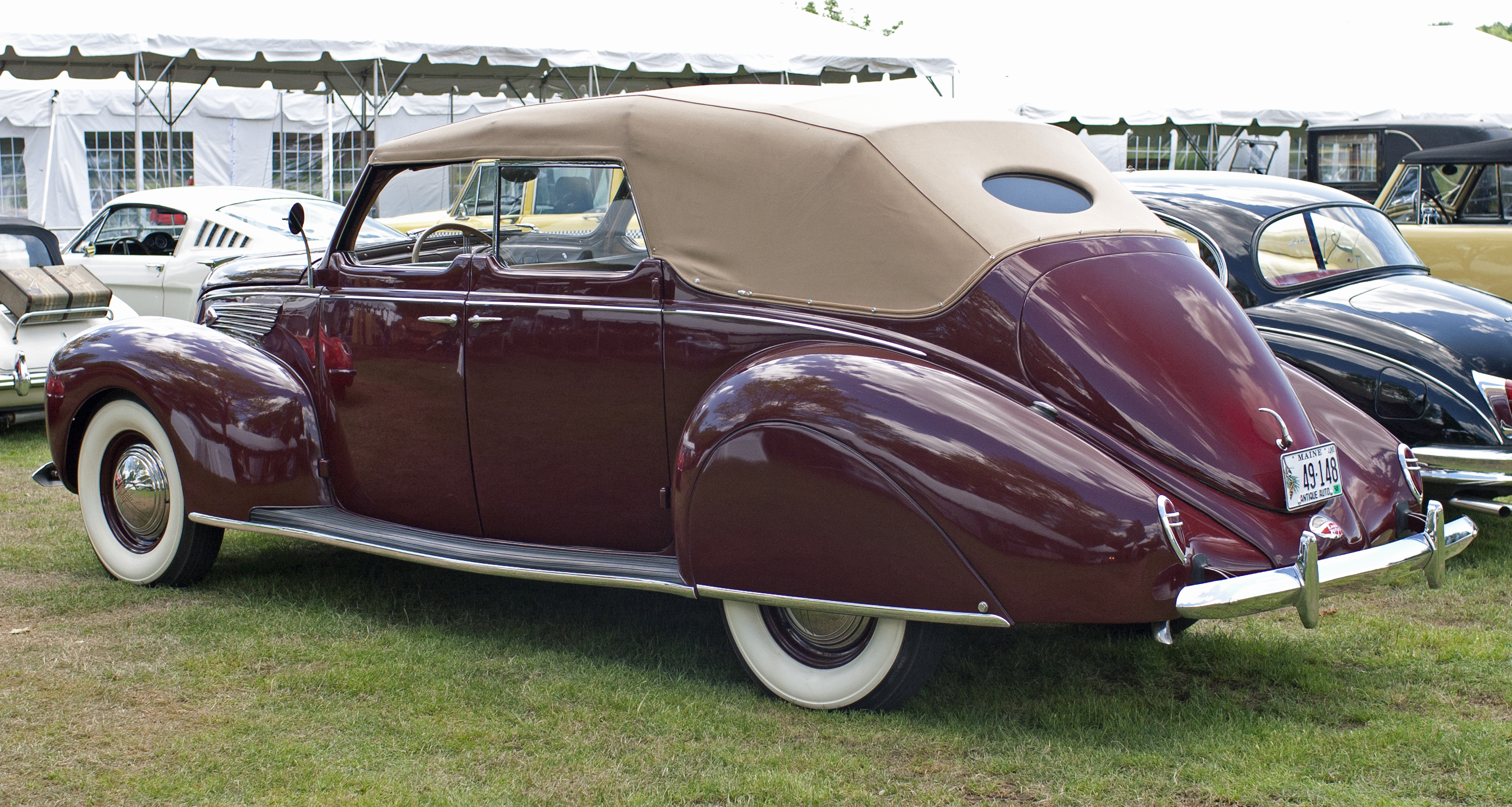
リンカーン・ゼファーV-12コンバーチブルセダン1938
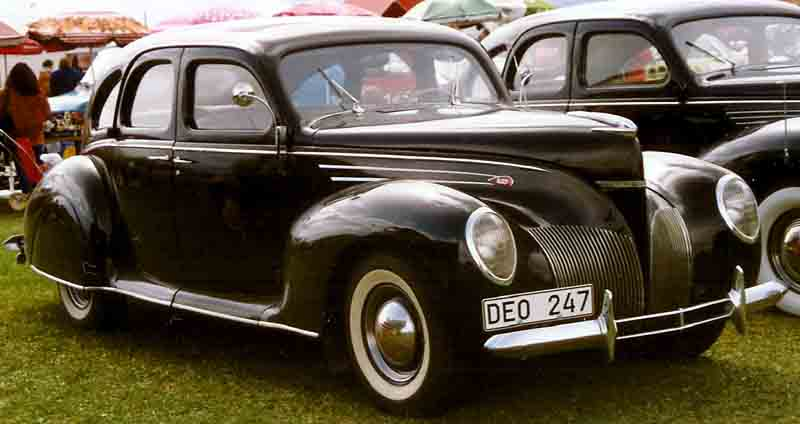
リンカーン・ゼファーV-12 4ドアセダン1939
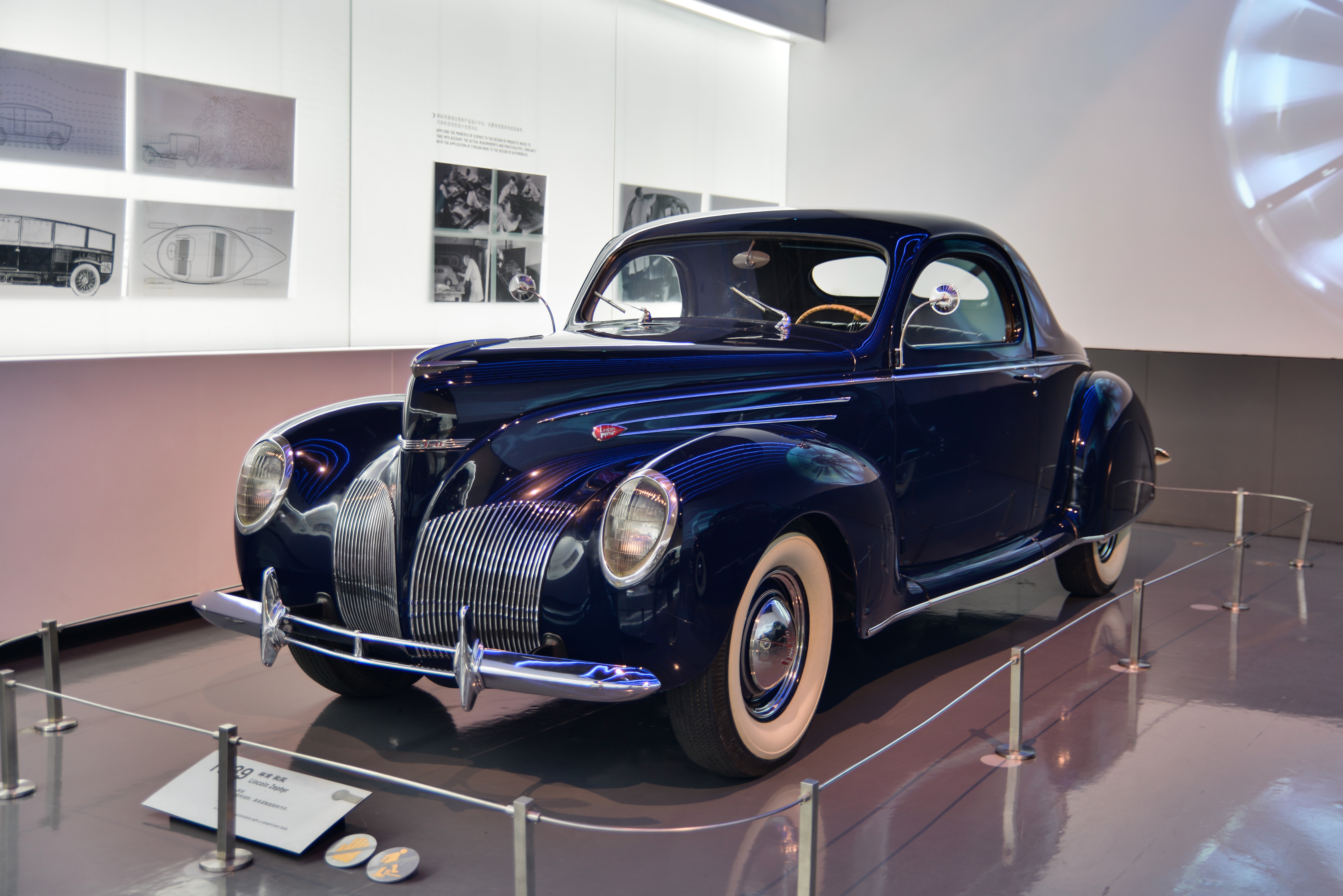
リンカーン・ゼファー1939
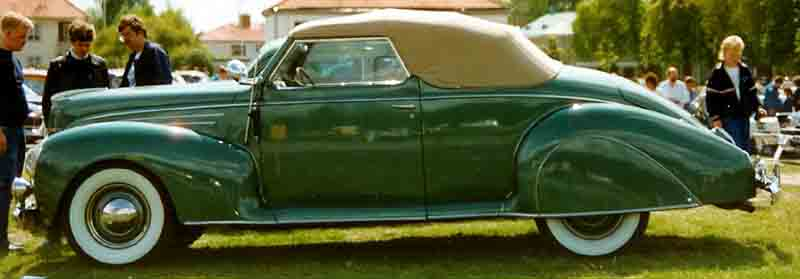
リンカーン・ゼファーV-12コンバーチブルクーペ1939
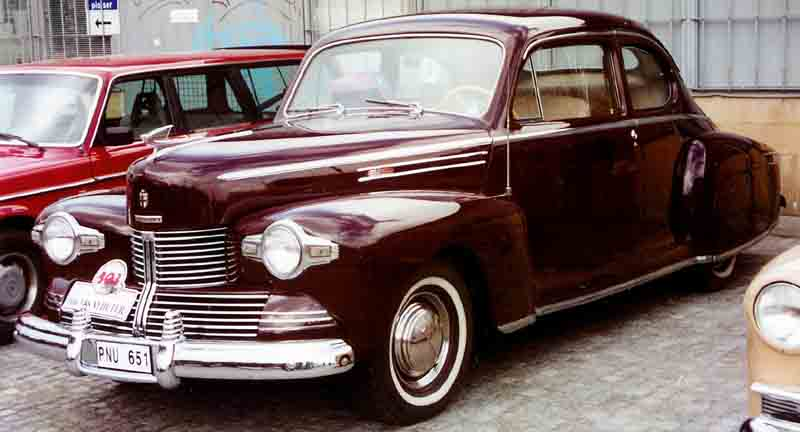
リンカーン・ゼファークラブクーペ1942
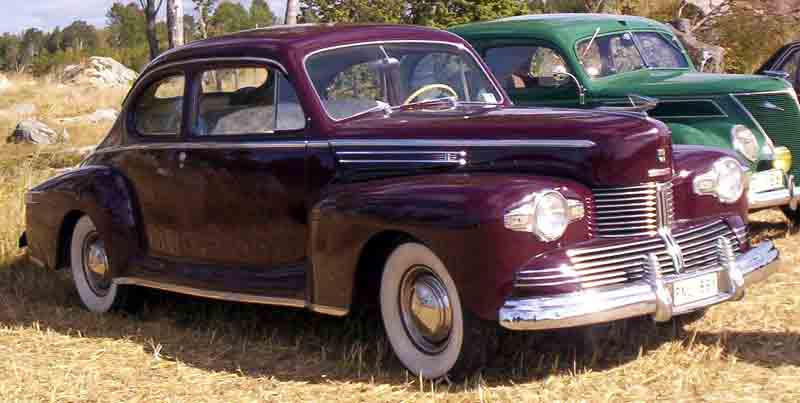
1942リンカーン・ゼファークーペ1942

## 2代目 (2006年)
2004年のニューヨーク国際オートショーにて、「ゼファー」の車名を冠したコンセプトモデルが発表された。ゼファーはリンカーン・LSに代わるリンカーンのエントリーモデルとして、LS V6モデルと入れ替わる形で販売が開始されたが、発売翌年の2007年にはリンカーン・MKZに改名され、伝統の名前は長く続かなかった。
マツダ・アテンザと同じCD3プラットフォームであった。

## 車名
「ZEPHYR」（ゼファース）はギリシャ語。ギリシア神話に登場する西風神に由来する。